# Хата на Груни
Хата на Груни (словац. Chata na Grúni) — горный приют, находящийся во Вратной долине горного массива Малая Фатра, Словакия. Горный приют находится на высоте 970 метров над уровнем моря у подножия горы Южный Грунь. Хата на Груни является одним из самых высокорасположенных приютов на Малой Фатре. Горный приют предоставляет питание и жильё на 45 мест в комнатах на 2, 4 и 6 человек. В зимнее время возле приюта действуют два горнолыжных подъёмника. Административно находится на территории села Терхова.

## Туристические маршруты
Горный приют располагается на пересечении горных туристических маршрутов. В Хате на Груни заканчивается горный туристический маршрут от горного приюта Хата Вратна. Этот маршрут обозначен жёлтыми указателями.
Синими табличками указан маршрут со стороны населённого пункта Штефанова.